# Eretmocerus breviclavus
Eretmocerus breviclavus är en stekelart som beskrevs av Subba Rao 1984. Eretmocerus breviclavus ingår i släktet Eretmocerus och familjen växtlussteklar.
Artens utbredningsområde är Iran. Inga underarter finns listade i Catalogue of Life.